# Place Haft-e Tir
 (août 2013).
Si vous disposez d'ouvrages ou d'articles de référence ou si vous connaissez des sites web de qualité traitant du thème abordé ici, merci de compléter l'article en donnant les références utiles à sa vérifiabilité et en les liant à la section « Notes et références ».
La place Haft-e Tir est une place du centre-ville de Téhéran en Iran. Elle est nommée pour rendre hommage à l'attentat de Haft-e Tir. Plusieurs manifestations ont lieu sur la place notamment la manifestation visant à mobiliser Un million de signatures pour le droit des femmes. Une station de métro est située à proximité.